# 高凡戴爾
高凡戴爾（英語：Michael Richard COVERDALE，1995年3月12日—），香港男子橄欖球運動員，亦為香港男子七人欖球代表隊成員，司職支柱。

## 簡歷
2014年9月，高凡戴爾代表中國香港參加南韓仁川舉行的亞運會七人欖球比賽，在決賽負於日本隊，奪得銀牌。